# استیل-۶-متوکسی بنزال دی هیدرید-۳
استیل-۶-متوکسی بنزال دی هیدرید-۳ (به انگلیسی: 3-Acetyl-6-methoxybenzaldehyde) با فرمول شیمیایی C۱۰H۱۰O۳ یک ترکیب شیمیایی با شناسه پاب‌کم ۲۸۸۷۵۸ است. که جرم مولی آن 178.18 g/mol می‌باشد. 